# Bootle FC (1953)
Bootle FC is een Engelse voetbalclub uit Bootle, Merseyside. Thuiswedstrijden worden gespeeld in Bucks Park dat een capaciteit heeft van 5000 toeschouwers.

## Geschiedenis
De club werd in 1953 opgericht als Langton heette. In 1973 werd de naam gewijzigd in Bootle FC, naar de historische club die in de negentiende eeuw ook al bestond. Deze club sloot zich in 1974 aan bij de Lancashire Combination waar ze in 1976 en 1977 kampioen werden. Hierna speelde Bootle in de Second Division van de Cheshire County League en meteen werd de titel behaald en promoveerde Bootle naar de First Division. In 1982 fuseerden enkele Leagues, waaronder de Cheshire County League, om zo de North West Counties League op te richten. Bootle belandde in de First Division en speelde daar meestal tot 2000 toen gedegradeerd werd naar de Second Division. Ondanks een 6de plaats in 2002 degradeerde de club naar de Liverpool County Combination en werd in 2006 terug verkozen tot de North West Counties League.

## Erelijst
Liverpool Senior Cup
2013